# ウスチオルダ・ブリヤート自治管区

ウスチオルダ・ブリヤート自治管区とバイカル湖

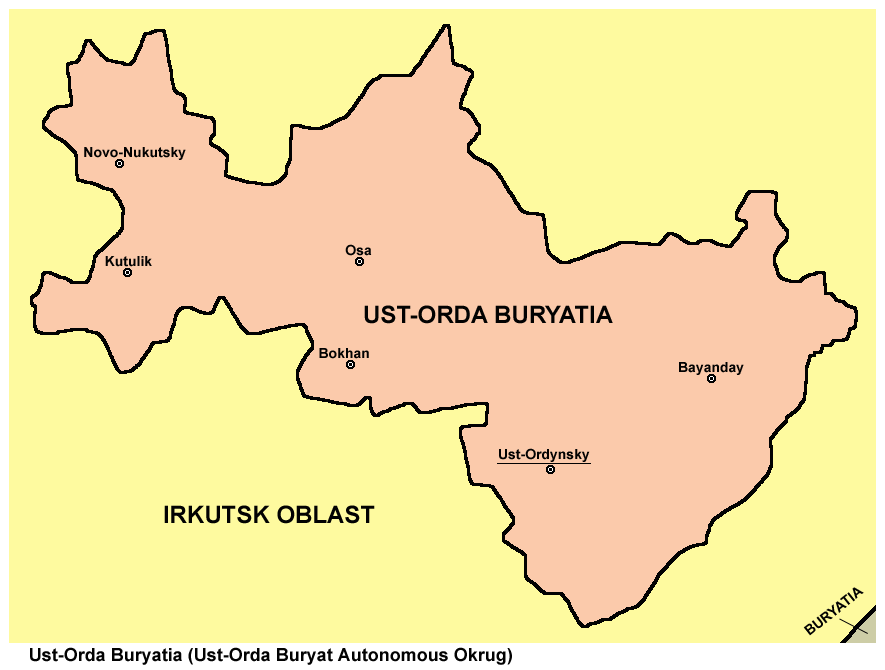

ウスチオルダ・ブリヤート自治管区（ロシア語: Усть-Ордынский Бурятский автономный округ, ブリヤート語: Усть-Ордын (Усть-Ордагай) Буряадай автономито тойрог, Ust-Orda Buryatia）はロシア連邦、イルクーツク州に帰属する自治管区。行政の中心はウスチオルディンスキー（人口約10,000人）。

## 概要
人口の57%をロシア人が占める。モンゴル系のブリヤート人は36%。地理は、シベリア南部、バイカル湖の西側に位置し、アンガラ川の流域に広がる。イルクーツク州に囲まれている。

## 標準時
この地域は、標準時にイルクーツク時間帯を使用している。時差はUTC+8時間で、夏時間はない。（2011年3月までは標準時がUTC+8で夏時間がUTC+9、同年3月から2014年10月までは通年UTC+9であった）

## 歴史
一帯は、16世紀末までモンゴルの支配下にあったが、ロシアが征服。1937年に自治管区が設置される。

## 産業
主要な産業は林業、製紙業。

## 旗および紋章のデザイン
旗のこのデザインは地をグリーンにしたものが初め作成され使用されたが、2007年に地のみダーク・ブルーに置き換えられている。旗と部族の紋章の中心にあるのはargabar(英語でauger)と呼ばれるシンボルで、ヨーロッパの紋章（Coat of Arms）と同じく代々引き継がれたものであり、その意味するところは「金の円－完全なる平和を象徴する太陽の印、そして宇宙と地球とそれぞれの祖先代々の一族を意味する。argabar－永遠なる動き。argabarの周囲に沿った金の円たちは、光の4つの側面を象徴している」となっている。
※なお旗と紋章の円の色が異なっているが、実際には円となっている部分はどちらもゴールド（金色）である。詳しくは、公式サイトを参照されたい。